# Hemierianthus
Hemierianthus is een geslacht van rechtvleugeligen uit de familie Chorotypidae. De wetenschappelijke naam van dit geslacht is voor het eerst geldig gepubliceerd in 1903 door Saussure.

## Soorten
Het geslacht Hemierianthus omvat de volgende soorten:
- Hemierianthus assiniensis Bolívar, 1930
- Hemierianthus bertii Descamps, 1973
- Hemierianthus bule Rehn & Rehn, 1945
- Hemierianthus curtithorax Karsch, 1890
- Hemierianthus descarpentriesi Descamps, 1967
- Hemierianthus forceps Rehn & Rehn, 1945
- Hemierianthus fuscus Descamps, 1973
- Hemierianthus gabonicus Saussure, 1903
- Hemierianthus martinezi Bolívar, 1930
- Hemierianthus ocreatus Rehn, 1904
- Hemierianthus parki Bolívar, 1930
- Hemierianthus villiersi Descamps, 1967